# Клайд (Північна Кароліна)
Клайд (англ. Clyde) — місто (англ. town) в США, в окрузі Гейвуд штату Північна Кароліна. Населення — 1368 осіб (2020).

## Географія
Клайд розташований за координатами 35°31′59″ пн. ш. 82°54′41″ зх. д. / 35.53306° пн. ш. 82.91139° зх. д. (35.532986, -82.911303).  За даними Бюро перепису населення США в 2010 році місто мало площу 2,28 км², уся площа — суходіл.

## Демографія
Згідно з переписом 2010 року, у місті мешкали 1223 особи в 546 домогосподарствах у складі 358 родин. Густота населення становила 537 осіб/км².  Було 619 помешкань (272/км²).
Расовий склад населення:
| - 94,8 % — білих - 2,0 % — чорних або афроамериканців - 0,8 % — корінних американців - 0,4 % — азіатів - 1,4 % — осіб інших рас |

До двох чи більше рас належало 0,7 %. Частка іспаномовних становила 3,0 % від усіх жителів.
За віковим діапазоном населення розподілялося таким чином: 24,8 % — особи молодші 18 років, 58,8 % — особи у віці 18—64 років, 16,4 % — особи у віці 65 років та старші. Медіана віку мешканця становила 38,3 року. На 100 осіб жіночої статі у місті припадало 91,4 чоловіків;  на 100 жінок у віці від 18 років та старших — 88,5 чоловіків також старших 18 років.
Середній дохід на одне домашнє господарство  становив 48 073 долари США (медіана — 39 357), а середній дохід на одну сім'ю — 57 582 долари (медіана — 53 333). Медіана доходів становила 33 472 долари для чоловіків та 33 672 долари для жінок. За межею бідності перебувало 17,0 % осіб, у тому числі 21,4 % дітей у віці до 18 років та 2,4 % осіб у віці 65 років та старших.
Цивільне працевлаштоване населення становило 674 особи. Основні галузі зайнятості: освіта, охорона здоров'я та соціальна допомога — 20,3 %, роздрібна торгівля — 13,6 %, виробництво — 13,5 %.